# Ana Sátila
Ana Sátila Vieira Vargas (ur. 13 marca 1996 w Ituramie) – brazylijska kajakarka.
Jest córką pracownika budowlanego Claudio Vargasa. Reprezentuje klub Associação Primaverense de Canoagem.
W wieku 4 lat zaczęła trenować boks i pływanie. Pod wpływem Romualdo Júniora, który był jej pierwszym trenerem zmieniła w wieku 9 lat dyscyplinę na kajakarstwo. Obecnie jest trenowana przez Włocha Ettore Ivaldiego i Guillermo Díeza-Canedo. 6 listopada 2008 w Três Coroas została mistrzynią kraju, mając zaledwie 12 lat.
Wzięła udział w igrzyskach olimpijskich w 2012, na których wystąpiła w slalomie K-1. Odpadła w kwalifikacjach zajmując 16. miejsce z czasem 110,83 s. Była najmłodszym Brazylijczykiem i kajakarzem na tych igrzyskach.
W 2013 zdobyła brązowy medal na juniorskich mistrzostwach świata, a rok później na tych samych zawodach wywalczyła złoto.
W 2015 zdobyła dwa medale igrzysk panamerykańskich: złoty w C-1 i srebrny w K-1, natomiast w 2016 wystartowała na igrzyskach olimpijskich, na których zajęła 17. miejsce w K-1. Trzy lata później została dwukrotną złotą medalistką igrzysk panamerykańskich rozgrywanych w Limie.
Jej idolem sportowym jest Tony Estanguet. Oprócz ojczystego języka portugalskiego zna również angielski.